# Jérôme Diamant-Berger
Jérome Diamant-Berger (Parigi, 25 settembre 1950) è un regista e sceneggiatore francese.
Nipote del regista Henri Diamant-Berger (1895-1972)

## Filmografia

### Regista

#### Cinema
- Les trois mousquetaires: On Tour (2002) - cortometraggio
- Les trois mousquetaires: l'histoire d'une résurrection 1920-2002 (2002)

#### Televisione
- Clémenceau (2014)

### Regista, sceneggiatore e produttore
- L'Unique (1986)

### Regista e sceneggiatore
- La Légende (1993)